# Schizo
Ne pas confondre avec Shizo, film kazakh sorti en 2004, également intitulé Schizo dans les pays anglophones.
Pour plus de détails, voir Fiche technique et Distribution.
Schizo est un film d'horreur britannique réalisé par Pete Walker, sorti en 1976.

## Synopsis
Apprenant son prochain mariage, un homme (Jack Watson) se rend à Londres pour harceler la célèbre patineuse Samantha Gray (Lynne Frederick). Les épisodes inquiétants se multiplient et Samantha se confie à son psychiatre : il s'agit de William Haskin, l'assassin de sa mère, remis en liberté depuis deux ans. Mais le psychiatre est assassiné, et bientôt les morts se succèdent. William Haskin est-il le seul coupable ?

## Fiche technique
- Titre original :Schizo
- Titre en français :Schizo
- Réalisation : Pete Walker
- Scénario : David McGillivray
- Société de Production : Peter Walker (Heritage) Ltd.
- Montage : Alan Brett
- Musique : Stanley Myers
- Pays d'origine : Royaume-Uni
- Langue : anglais
- Format : couleur
- Aspect Ratio : 1.85 : 1
- Son : Mono
- Durée : 109 minutes
- Classification : UK : 18+ / France : 16+
- Genre : Drame, horreur
- Date de sortie : 11 novembre 1976

## Distribution
- Lynne Frederick : Samantha Gray
- John Leyton : Alan Falconer, son mari
- Stephanie Beacham : Beth
- John Fraser : Leonard Hawthorne, le psychiatre
- Jack Watson : William Haskin
- Queenie Watts : Mrs. Wallace, femme de ménage
- Trisha Mortimer : Joy, médium, fille de Mrs Wallace
- Paul Alexander : Peter McAllister
- Robert Mill : Maître d'
- Colin Jeavons : Le commissaire de police
- Victor Winding : Le sergent
- Robert Bowers : Le manager
- Pearl Hackney : La dame de la séance de spiritisme
- Terry Duggan : L'éditeur
- Lindsay Campbell : M. Falconer
- Diana King : Mme Falconer
- Wendy Gilmore : La mère de Samantha
- Primi Townsend : Le secrétaire
- Victoria Allum : Samantha enfant
- John McEnery (non crédité) : Stephens, un patient de Hawthorne